# Домагой Абрамович
Домагой Абрамович (хорв. Domagoj Abramović, нар. 23 серпня 1982, Загреб) — хорватський футболіст, що грав на позиції нападника.

## Клубна кар'єра
Народився 23 серпня 1982 року в місті Загреб. Вихованець футбольної школи клубу «Динамо» (Загреб), до якої приєднався у віці восьми років і забив понад 100 голів у різних вікових категоріях. 1998 року, коли йому було лише 17 років, він дебютував у першій команді «Динамо», вийшовши на заміну замість Міхаеля Микича в матчі Ліги чемпіонів проти «Олімпіакоса». Свого дебюту в чемпіонаті Абрамовичу довелося чекати ще сезон, поки він не отримав шансу 2000 року в матчі проти «Цибалії». Не закріпившись у першій команді, Домагой був відданий в оренду клубу «Кроація Сесвете» з другої ліги. Після успішного сезону за цю команду, де молодий нападник забив 16 голів у 20 іграх, він повернувся до «Динамо».
Згодом Абрамович перейшов до «Цибалії», сподіваючись отримати більше ігрового часу. Але у 30 матчах він зумів забити лише 4 голи. Тому через рік він змінив країну та підписав контракт із командою «Широкі Брієг» з Боснії та Герцеговини. Там він став найкращим бомбардиром клубу та допоміг йому виграти чемпіонство у 2004 та 2006 роках. Всього за 4 сезони Абрамович зіграв у 81 матчі ліги та забив 34 м'ячі.
У 2007 році він повернувся до Хорватії, ставши гравцем «Локомотиви», де провів один сезон, і в липні 2008 року підписав контракт із фінським «Інтером». Абрамович виграв фінський чемпіонат із клубом із Турку і був важливою частиною команди-переможця.
Після завоювання титулу Абрамович покинув Скандинавію і поїхав до Греції. Там він виступав за нижчолігові клуби «Фрасивулос», «Олімпіакос» (Волос) та «Пієрікос». Після цього Абрамович повернувся у фінський «Інтер», де провів сезон 2011 року.
У січні 2012 Абрамович залишив «Інтер», а в березні повернувся до Хорватії, підписавши контракт з клубом другого дивізіону «Гориця». Після того, як він допоміг команді уникнути вильоту, забивши 12 голів, Абрамович приєднався до їх суперників у другому дивізіоні, «Лучко». Згодом виступав там само за «Сесвете».
Наприкінці жовтня 2014 року, лише за три дні до матчу Кубка Хорватії між «Славеном Белупо» і «Виноградарем», Абрамович підписав контракт із останніми. Зрештою його нова команда з четвертої ліги зробила сенсацію, розгромно перемігши з рахунком 3:0, а сам Абрамович відіграв усі 90 хвилин. Завдяки цьому клуб кваліфікувався до чвертьфіналу Кубка країни, що є найкращим його результатом в історії.
Надалі Абрамович грав ще за ряд нижчолігових хорватських клубів, а завершив ігрову кар'єру в команді «Градичі».

## Виступи за збірні
1997 року дебютував у складі юнацької збірної Хорватії (U-15). Згодом з командою юнаків до 16 років брав участь у чемпіонаті Європи 1998 року, з командою до 18 років поїхав на юнацький чемпіонат Європи 2000 року у Німеччині. Загалом на юнацькому рівні взяв участь у 31 іграх, відзначившись 18 забитими голами.
Протягом 2002—2004 років залучався до складу молодіжної збірної Хорватії, з якою брав участь у молодіжному чемпіонаті Європи 2004 року в Німеччині, де Хорватія посіла останнє місце в групі, набравши лише одне очко. Всього на молодіжному рівні зіграв у 9 офіційних матчах, забив 2 голи.

## Титули і досягнення
- Володар Кубка Хорватії (1):

«Динамо» (Загреб): 2000/01
- Чемпіон Боснії і Герцеговини (2):

«Широкі Брієг»: 2003/04, 2005/06
- Чемпіон Фінляндії (1):

«Інтер» (Турку): 2008
- Володар Кубка фінської ліги (1):

«Інтер» (Турку): 2008